# Ahja (gemeente)
Ahja (Estisch: Ahja vald) was een gemeente in de Estlandse provincie Põlvamaa. De gemeente telde 1012 inwoners op 1 januari 2017 en had een oppervlakte van 72,1 km².
De landgemeente telde negen nederzettingen, waarvan alleen de hoofdplaats Ahja de status van alevik (vlek) heeft.
Ahja ging in oktober 2017 op in de gemeente Põlva.

## Omgeving

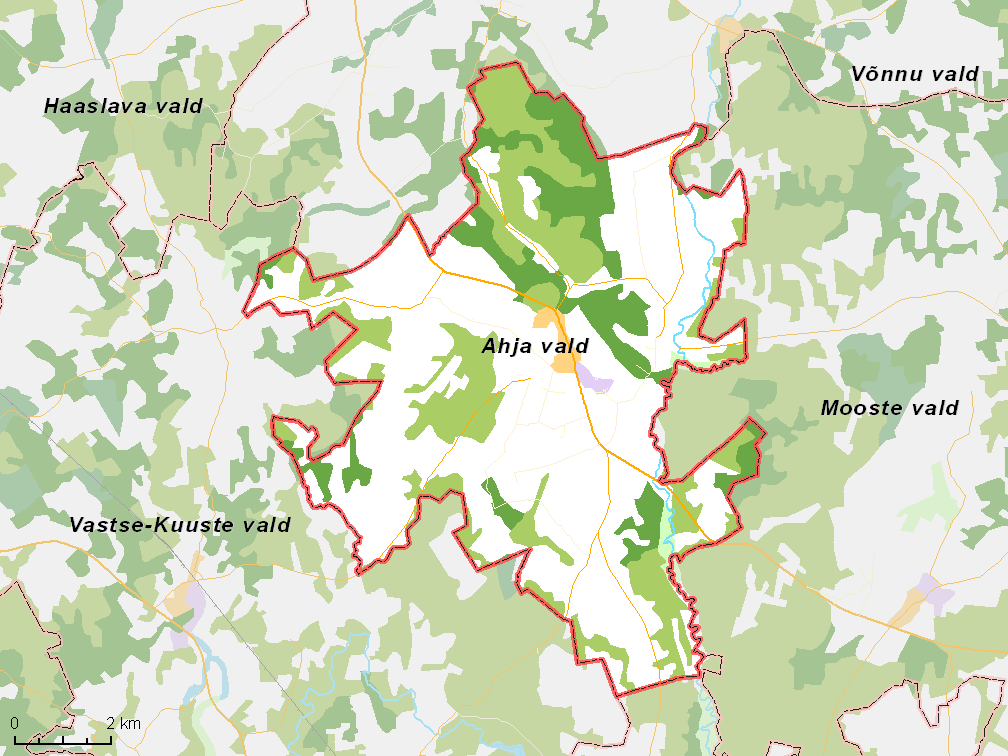
De gemeente met omliggende gemeenten, situatie begin 2017